# Стрельников, Евгений Сергеевич
Евгений Сергеевич Стрельников (25 ноября 1929 года, Геническ, Мелитопольский округ, Украинская ССР — 16 июля 1987 года, Свердловск) — Герой Социалистического Труда (1981), управляющий специализированным трестом по механизации земляных работ Урала («Уралстроймеханизация») Свердловской области.

## Биография
Родился 25 ноября 1929 года в городе Геническ Мелитопольского округа Украинской ССР.
В 1952 году закончил Днепропетровский институт инженеров железнодорожного транспорта по специальности «инженер путей сообщения».
Трудовую деятельность начал прорабом, старшим инженером, главным инженером строительного управления МВД СССР с 1953 года (участвовал в строительстве переправы на остров Сахалин).
В 1956—1959 годах был начальником механизированной колонны № 24 в городе Березники (участвовал в строительстве автодороги Ивдель-Сергино). Затем главный инженер в 1960—1970 годах, управляющий специализированного треста по механизации земляных работ на дорогах Урала («Уралстроймеханизация») с 1970 года в Свердловске.
Был депутатом Железнодорожного районного Совета депутатов города Свердловска с 1980 года.
Скончался 16 июля 1987 года. Похоронен на Широкореченском кладбище Екатеринбурга.

## Награды
За свои достижения был награждён:
- 02.06.1962 — орден «Знак Почёта»;
- 23.01.1976 — орден Трудового Красного Знамени;
- 1978 — звание «Почётный транспортный строитель СССР»;
- 1979 — звание «Заслуженный строитель РСФСР»;
- 19.03.1981 — звание «Герой Социалистического Труда» с вручением золотой медали «Серп и Молот» и ордена Ленина «за выдающиеся успехи, достигнутые в выполнении заданий десятой пятилетки и социалистических обязательств»;
- 09.07.1986 — орден Трудового Красного Знамени.